# 阿波海南站
阿波海南站（日语：／ Awakainan eki */?）是一位於日本德島縣海部郡海陽町四方原、隸屬於四國旅客鐵道（JR四國）的鐵路車站。車站編號為M27。是未合併前的「海南町」的中心車站。附近設有多間學校，由幼稚園、中小學及高等院校均齊備，因此搭客主要以學生為主。
阿波海南信號場（日语：／ Awakainan goujiyou */?）阿佐海岸鐵道阿佐東線的北端終點站，但由於採用DMV行走，車輛不會駛進JR月台，而是使用站房外的巴士站。

## 車站結構

### JR四國
本站為簡易車站，不設有站舍。車站出入口同樣位處國道55號“土佐濱街道”旁，不過相比鄰站淺川站建築在山坡上而要行一段頗長的斜道，本站位於路面，乘客只需沿樓梯或斜道便能到達月台。
入口旁設有單車停泊處、停車位及廣場，旁邊建有「阿波海南站站前交流館」．另一邊則為便利商店。

#### 月台配置
車站只設有側式月台1個，列車不能交換軌道，有效長度為3輛。有蓋候車亭及月台出入口均設於月台末端向淺川站方向。列車靠站時，下車為左邊方向，上車為右邊方向。過往在向海部站方向的路軌曾經設有路軌轉轍器，能通往旁邊已棄用的貨卡側軌。現在側軌及轉轍器均已被移除。DMV改善工程後，位於月台末端向海部方向的路軌已被截斷，並加上停止標記。
| 路線    | 方向 | 目的地         |
| ------- | ---- | -------------- |
| ■牟岐線 | 上行 | 德島、板野方向 |

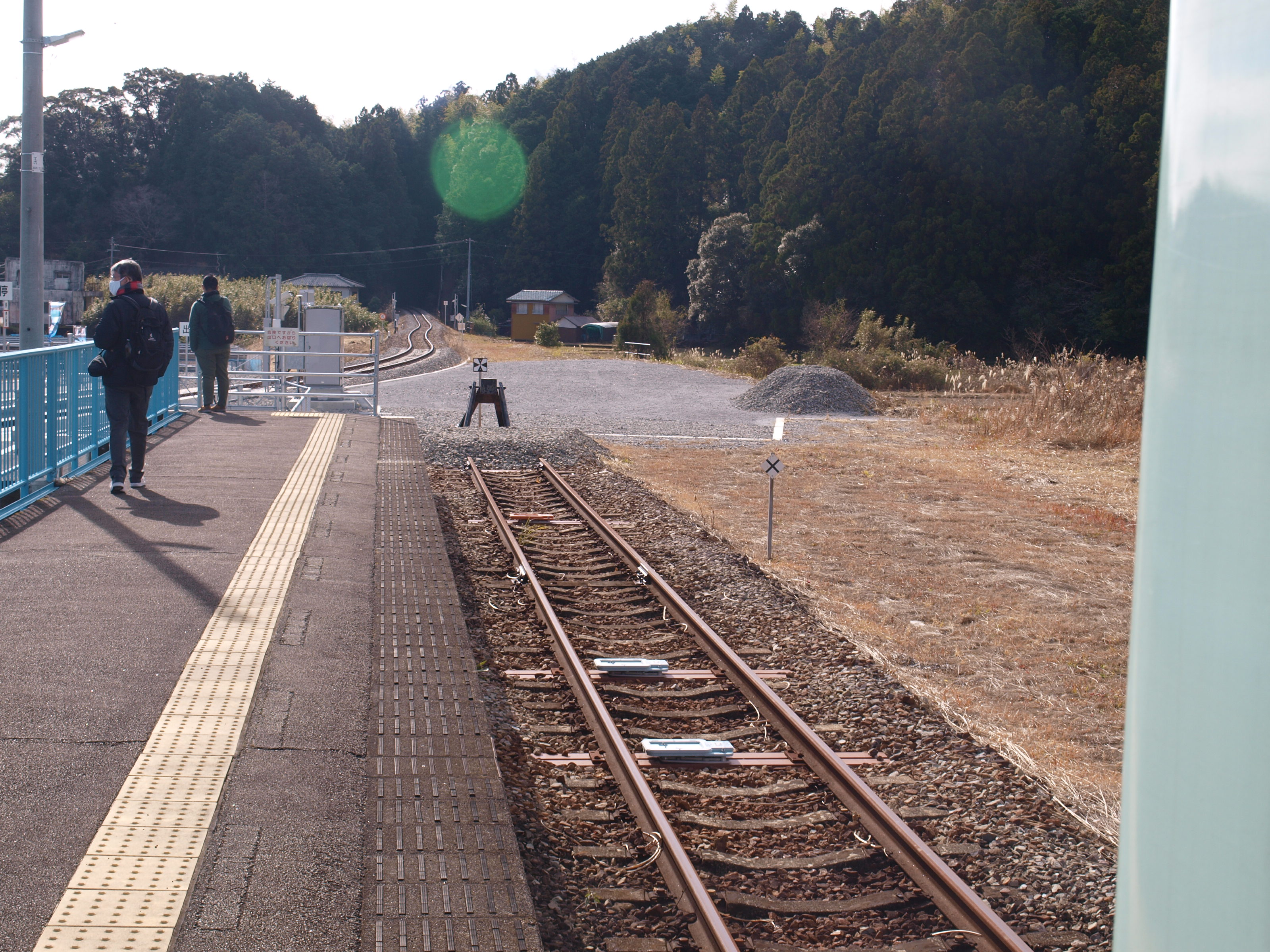
已被截斷的原JR牟岐線，近側為牟岐線和JR四國月台，遠處為阿佐海岸鐵道的鐵道線

### 阿佐海岸鐵道
阿波海南信號場是阿佐東線的起點站，亦是DMV路軌和道路的交界。阿佐海岸鐵道於交流館內加設了自動售票機，發售線道內的車票。

#### 月台配置
與線內其他車站的情況相同，為對應DMV的高度，加上DMV化工程中，原來的路軌被截斷，原來月台無法抵達，因此當車輛由海部站駛出，當將要到達原來鐵路月台前時，則會從新設的「阿波海南信號場」右轉，經過軌道／道路交接段進行模式轉換，再以汽車的模式駛離路軌，反之亦然。新候車站設於路面段，情況與甲浦站相同，採用類近BRT車站模式。往阿波海南文化村的月台靠近JR月台，往甲浦方向為對面，並設有橫竿封閉專用路段，只有車輛進出車站時才會打開。
新候車月台不使用編號，而是一律以「往○○方向月台」（○○行のりば）標示。
| 月台         | 路線         | 方向 | 目的地             |
| ------------ | ------------ | ---- | ------------------ |
| （上行月台） | 轉為巴士模式 | 上行 | 阿波海南文化村方向 |
| （下行月台） | ■阿佐東線    | 下行 | 甲浦方向           |

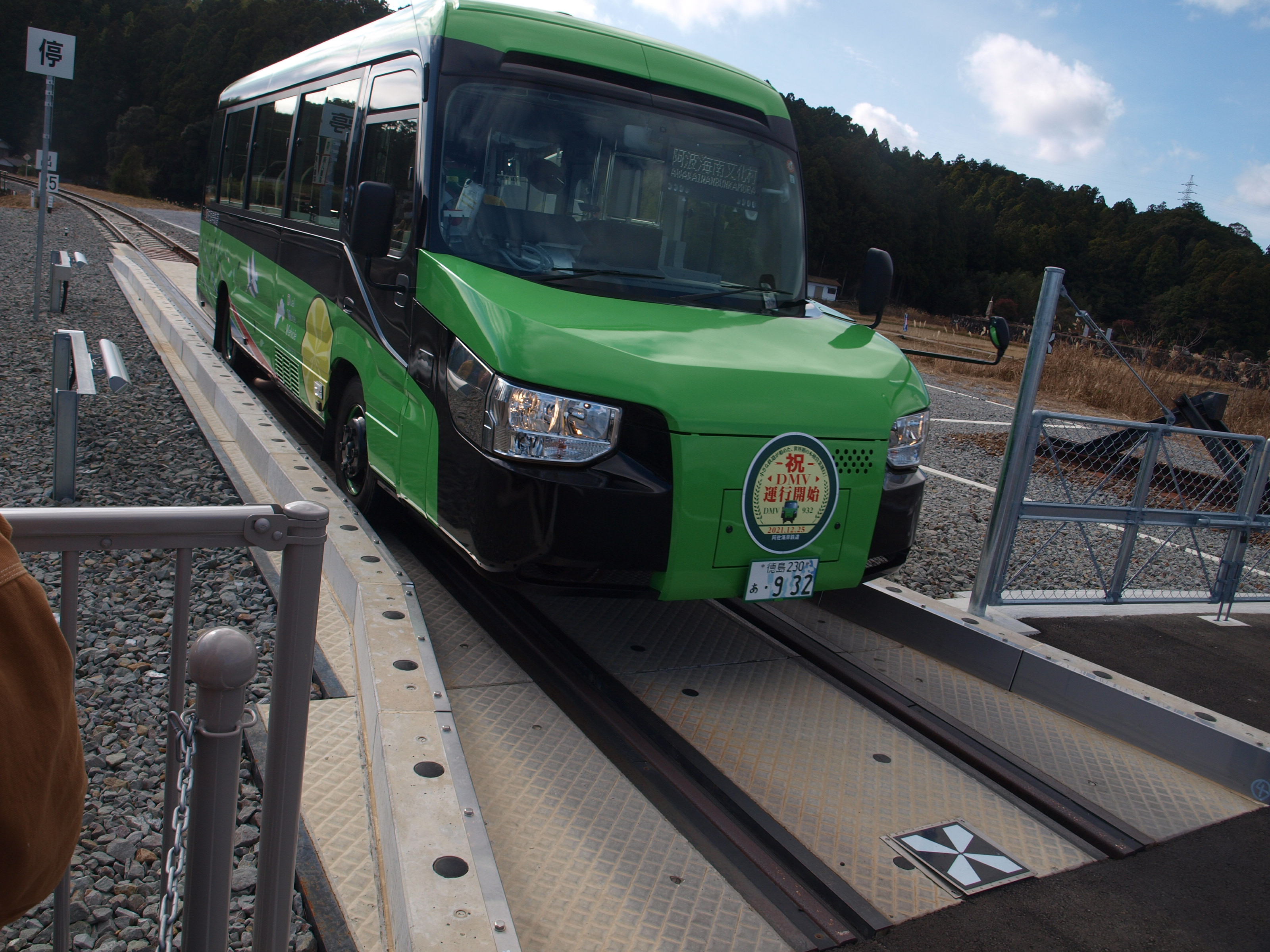
阿佐海岸鐵道DMV車輛鐵公路模式轉換點

## 歷史
- 1973年10月1日：隨國鐵牟岐線延伸至海部站時開業。
- 1987年4月1日: 日本國鐵分割民營化，車站的營運由JR四國繼承。
- 2020年：

- 3月14日：隨時間表改正，特急形普通列車重新引入。
- 7月18日：因開展阿佐海岸鐵道阿佐東線導入雙模式車輛（DMV）工程，包括本站在內的牟岐站～海部站一段路段須暫停服務，並改以替代巴士服務。
- 8月11日：JR四國向國土交通省四國運輸局提出將本站～海部站一段的牟岐線廢線，實行日期為2021年8月31日。
- 9月29日：獲得國土交通大臣的同意下，國土交通省四國運輸局接納JR四國有關申請，並將廢線日期大幅提早至本年10月31日。
- 11月1日：本站～海部站一段正式脫離牟岐線，改編入阿佐東線。

- 2021年12月25日：隨DMV投入服務，阿佐東線路段重開及新月台啟用。

## 相鄰車站
四國旅客鐵道（JR四國）
■牟岐線
■普通
淺川（M26）－阿波海南（M27）
阿佐海岸鐵道
■阿佐東線
（巴士模式）阿波海南文化村 - 阿波海南信號場 - （軌道模式）－海部

## 外部連結
- JR四國阿波海南站公式網頁。 （页面存档备份，存于）（日語）
- 阿佐海岸鐵道阿波海南站